# メヨメサラ
メヨメサラ（Meyomessala）は、カメルーンの南部にある都市。南部州ジャ・ロボ県（fr:Dja-et-Lobo）に属する。人口4万7000人。

## 日本との関係
2003年、大分県中津江村（現・日田市）と友好親善協定を結んでいる。
2002年のサッカー・ワールドカップに際してカメルーン代表が中津江村をキャンプ地とし、日本ではカメルーンと中津江村が大きな注目を集めたのが縁となっている。メヨメサラ市が友好協定の相手方になったのは、本市出身であるカメルーンのポール・ビヤ大統領が推薦したことによる。
当時の中津江村長・坂本休が名誉市民に選ばれており、学校建設などの支援も行われている。

## 友好都市
- 日田市（日本・大分県） - 旧中津江村との友好親善協定を継承。

## 出身者
- ポール・ビヤ - 大統領、1933年 Mvomeka'a （en）出身。